# Karanggambas
Karanggambas is een bestuurslaag in het regentschap Purbalingga van de provincie Midden-Java, Indonesië. Karanggambas telt 3550 inwoners (volkstelling 2010).